# Stethojulis
Stethojulis – rodzaj ryb okoniokształtnych z rodziny wargaczowatych.

## Klasyfikacja
Gatunki zaliczane do tego rodzaju:

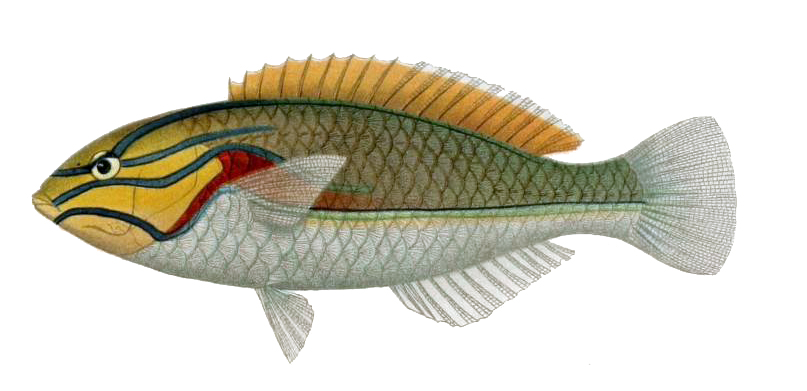
Stethojulis albovittata
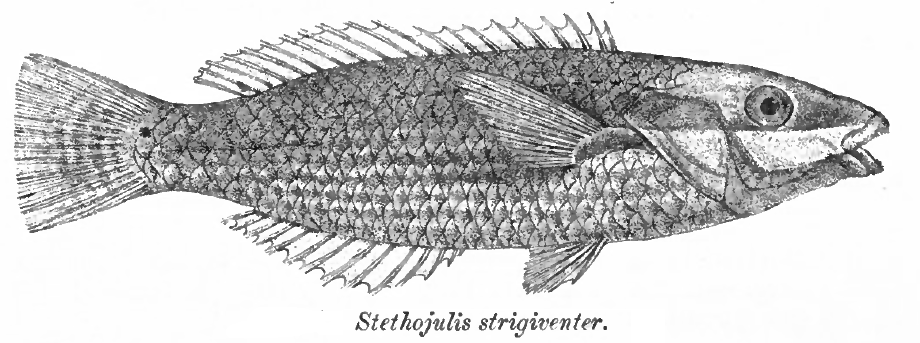
Stethojulis balteata
- Stethojulis bandanensis
- Stethojulis interrupta
- Stethojulis maculatus
- Stethojulis marquesensis
- Stethojulis notialis
- Stethojulis strigiventer
- Stethojulis terina
- Stethojulis trilineata

- Stethojulis bandanensis
- Stethojulis strigiventer